# Chapelle de la Chevalette
La chapelle de la Chevalette, également connue sous le nom de Notre-Dame de la Chevalette ou Notre-Dame de Fondettes, est un édifice religieux de culte catholique voué à la Sainte Vierge. Cette chapelle, probablement érigée au cours du XVIIIe siècle, est située sur le territoire de Fondettes, dans l'ancienne commune devenu quartier de Vallières, en Indre-et-Loire.

## Situation et localisation
| - OpenStreetMap Géocalisation de la chapelle Notre-Dame de la Chevalette, quartier de Vallières, à Fondettes. |

La chapelle et le site de la Chevalette sont localisés dans le quartier et ancienne commune de Vallières, un territoire qui s'intègre dans la partie méridionale la commune de Fondettes, une ville située au sein de l'arrondissement de Tours, département d'Indre-et-Loire, en région Centre-Val de Loire.
Le monument religieux est longé par la rue des Pivottières, sur sa partie orientale, à proximité de la rue de Vallières, l'un des principaux axes routiers de la ville de Fondettes. Par ailleurs, l'édifice s'inscrit dans la quasi-continuité d'un chemin vicinal connu sous le nom de « Le Clos du Moulin à vent ». Une petite ruelle, l'« Allée de la Chevalette », permet d'accéder au bâtiment.
Le site et lieu-dit de la Chevalette, qui se développe à flanc de coteau, présente un sous-sol constitué de tuffeau, lequel se révèle être, par endroit, affleurant. Une couche géologique de type argileux datant de l'époque Tertiaire, vient se superposer à cette craie micacée à fine granulométrie. Au niveau de ce coteau, la chapelle se place, quant à elle, à la moitié de son dénivelé.
D'autre part, en ces lieux précis, la petite éminence rocheuse sur laquelle reposent les fondations du monument, est marquée par l'extrémité de la dépression de la « Mareuil », à l'est et nord-est, et celle des Pivottières, au sud et sud-ouest. Ces deux ruisseaux, affluents de la Choisille, rivière qui est elle-même localisée à l’extrême est de Fondettes et de Vallières, impriment et dessinent le modelé local du site la Chevallette.

## Histoire
À l'époque gallo-romaine, une voie antique, la Via Andegavencis, itinéraire reliant Andegavencis (actuelle ville d'Angers) à Cæsarodunum (Tours), traversait le territoire de Fondettes en passant au bas de l'ancien oppidum de Montboyau puis à proximité de la villa de Martigny, pour continuer ensuite sur le site ou lieu-dit de la Chevalette, à l'emplacement de l'actuelle chapelle ; et enfin se prolonger jusqu'à la villa de Châtigny. En outre, un second itinéraire gallo-romain partant de Cenabum (Orléans), pour se conclure à Juliomagus (autrement dit l’actuelle commune d'Angers) passait également par le territoire de Vallières pour s'orienter, au sortir de Fondettes, via le « pont de La Motte » vers le territoire montreuillois. Elle aurait été également utilisée vers la fin du IVe siècle apr. J.-C. par les fidèles ayant porté la dépouille du saint martinien. Cette route, qui a été parcourue jusque dans la seconde moitié du XVIe siècle et dont une charte émise par le roi d’Angleterre Henri II en 1365 vient attester de son emprunt à cette époque, est alors mentionnée sous les termes « le grand chemin par où l'on va de Tours à Angers »,. L'un des tronçons de cette deuxième voie gallo-romaine passant à proximité du monument de la Chevalette, est, au début du XIIIe siècle en 1209, connue sous le titre latin de : « cheminum quod protenditur de Rupe Corbon ad Vernou ».
Postérieurement, au cours du XIIIe siècle (Bas Moyen Âge), un premier bâtiment ecclésiastique, sous la forme d'un prieuré, aurait été construit en lieu et place de l'actuelle chapelle. À cette époque, ce premier édifice était alors placé sous l'administration du chapitre saint-martinien de Saint-Cosme, paroisse de La Riche.
La chapelle Notre-Dame de la Chevalette, était à l'origine vouée au culte de Saint Julien,,. Ultérieurement l'édifice a été placé sous le vocable de la Sainte Vierge,.

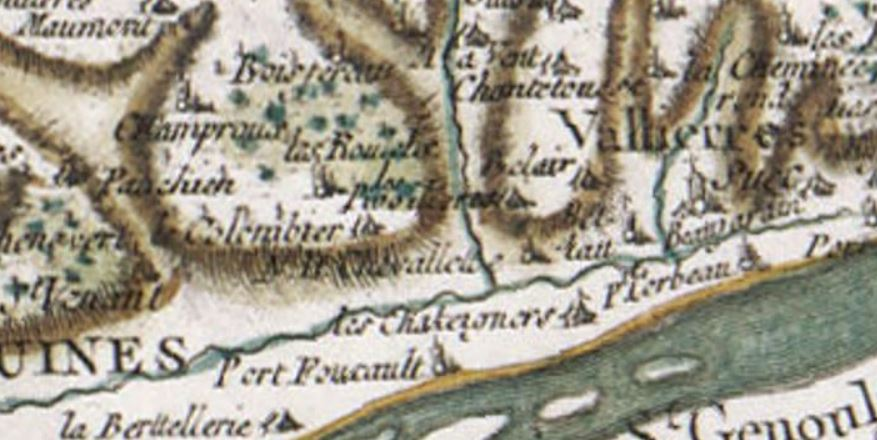
Le lieu-dit et la chapelle de la Chevallette sur la carte de Cassini. Ici : au centre de la carte et en bas, à gauche de Vallières.

La petite église aurait probablement porté plusieurs noms successifs, dont notamment Notre-Dame-du-Chevalet (XIXe siècle) ; Notre-Dame du Chevallet ou Notre-Dame-de-Recouvrance, depuis le milieu du XVIIe  jusqu'à celui du  XVIIIe siècle,, ; et, possiblement, Caput Vallis — terme renvoyant à la notion de « fin de la vallée » — ou Notre-Dame de Vallet,. Enfin, dans la seconde moitié du XVIIIe siècle, sur le document carthographique effectué par César-François Cassini (1714-1784), le site ou lieu-dit tourangelle apparaît sous le terme « Chevallette ».
Bien qu'il ait fait l'objet de remaniements, tels que des travaux d'extension de sa nef et l'aménagement d'une nouvelle toiture au cours du XIXe siècle, cet édifice religieux aurait été probablement édifié pendant le XVIIe siècle. Toutefois, certains auteurs comme l'historien Pierre Audin, attribuent la construction de la chapelle de la Chevalette au XVIe siècle.
En date du 9 février 1672, l'un des membres de la famille du seigneur de Martigny (Boucher), alors détenteur, par droit dit « honorifique », des terres paroissiales de Fondettes, est assassiné sur le site de la Chevalette, à proximité de la chapelle.
Au cours de l'époque moderne, plusieurs inhumations ont été effectuées dans l'enceinte de l'édifice fondettois.
Dans la deuxième moitié du XVIIIe siècle, le 21 juillet 1762, en conséquence d'une importante période de sécheresse qui, à cette époque, aurait fortement aggravé les récoltes du territoire de Fondettes, un pèlerinage, ayant pour destination la chapelle de la Chevalette, est organisé par le vicaire de la paroisse tourangelle.
Lors des évènements de la Révolution française, le 11 Floréal de l'An III — autrement dit, en équivalence du calendrier républicain, le 30 avril 1795 sur le calendrier grégorien —, le petit édifice religieux tourangeau, en application du décret voté le 2 novembre 1789, fait l'objet d'une vente pour statut de biens nationaux,.

## Description et mobilier

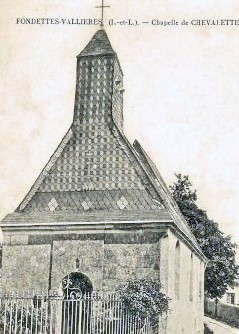
Vue de la façade et du clocher de la chapelle de la Chevalette.

L'édifice religieux, pourvu d'une unique nef centrale, dispose d'une style architectural relativement dépouillé,. Le bâtiment possède une cloche qui a été bénie en date du 7 septembre 1760 par un curé dénommé Msr Delamarre. La chapelle est également munie d'un autel. La documentation permettant d'identifier les caractéristiques du monument, relativement succincte, est néanmoins constituée d'un acte de type notarial,. Ce document manuscrit d'époque contemporaine, plus exactement attribué à la fin du XVIIIe siècle, en 1795, révèle les dimensions et la disposition de l'édifice,. La nef mesurerait ainsi 10,66 mètres de long sur 4,66 mètres de large,. D'autre part, adossé et contigüe, au niveau de la partie nord-orientale de cet espace central, une dépendance, faisant office de sacristie, vient compléter l'ensemble du bâtiment,. Cette annexe, également de plan rectangulaire, est pourvue d'une longueur de 3,33 mètres, pour une largeur de 2,33 mètres,. Plusieurs indices, encore visibles, notamment en surface de ses structures maçonnées, montrent que le monument tourageau, depuis sa construction, a fait l'objet de nombreux remaniements et réfections,. Les plus récents travaux de restauration ont été effectués sur la toiture de la chapelle,.
Bien que son architecture ne présente rien de notable, la petite chapelle fondettoise comporte un mobilier dont la pièce principale, une représentation de la Vierge, a été confectionnée sous la forme d'une sculpture,. La présence de cette Vierge à l'enfant a occasionné de nombreux pèlerinages au niveau local et ce, à partir de la période l'Ancien Régime jusqu'au début du XXe siècle,,,,. La dernière de ces processions religieuses, traditionnellement effectué le 8 septembre, « le jour de la Bonne Dame », s'est déroulée en 2016,.
Cette œuvre, dédiée à la Vierge et confectionnée à partir d'un matériau pierreux, affecte une posture trappue. En outre, le visage de cette représentation comporte peu de détails. Sa tête est couverte d'un voile blanc, enserré par une couronne. Dans son giron, appuyé sur la main gauche du personnage, se niche un enfant tenant ce qui pourrait être une fleur recouverte d'or. Depuis le 10 février 1993, la sculpture de la Vierge à l'enfant de Notre-Dame de la Chevallette est inscrite sur la liste des objets patrimoniaux de France.